# Теракт в Урумчи (1992)
Террористический акт в Урумчи произошёл 5 февраля 1992 года, целью атаки террористов стал автобус 52 маршрута.

## Ход атаки
5 февраля 1992 года в Лунный Новый год в центре города Урумчи произошёл теракт. В 19 часов 40 минут в автобусе 52 маршрута взорвалась бомба. Трое пассажиров погибли, а 23 получили ранения. По словам очевидцев возле взорванного автобуса было много крови и фрагментов человеческих тел, многие раненые кричали. Теракт вызвал возмущение населения города и стихийные митинги.